# Struiksectorspin
De struiksectorspin (Zygiella atrica) is een spinnensoort uit de familie van de Phonognathidae en de typesoort van het geslacht Zygiella. De wetenschappelijke naam van de soort werd, als Eucharia atrica, in 1845 gepubliceerd door Carl Ludwig Koch.
De vrouwtjes bereiken een lengte van 6 tot 6,5 mm. De lengte van de mannetjes varieert tussen de 3,5 en 5 mm. De struiksectorspin is inheems in Europa en Rusland en een exoot in de Verenigde Staten en Canada. De spin bevindt zich meestal in bossen en tuinen.